# Elske Dijkstra-Kruize
Elske Dijkstra-Kruize (Den Haag, 25 oktober 1956 – aldaar, 23 oktober 2008) was een Nederlands hockeyster.  
Dijkstra-Kruize was een dochter van hockeyer Roepie Kruize van HHIJC en de zus van Ties Kruize, Hans Kruize en Jan Hidde Kruize.
Toen na een wedstrijd haar enkels opgezwollen waren en ze naar het ziekenhuis werd gebracht, kreeg de toen 19-jarige Dijkstra-Kruize te horen dat haar nier het had begeven. Een transplantatie volgde, maar de nieuwe nier werd afgestoten. Dat betekende het einde van haar hockeycarrière. Ze had vier interlands gespeeld.
Dijkstra-Kruize was ook tandartsassistente.